# Kassila (Burkina Faso)
Pour les articles homonymes, voir Kassila.
Kassila est une localité située dans le département de Samba de la province du Passoré dans la région Nord au Burkina Faso.

## Géographie
Kassila se trouve à 3 km au nord de Samba, le chef-lieu du département, et à environ 35 km au sud du centre de Yako, le chef-lieu de la province. La localité est traversée par la route nationale 13.

## Santé et éducation
Le centre de soins le plus proche de Kassila est le centre de santé et de promotion sociale (CSPS) de Samba tandis que le centre médical avec antenne chirurgicale (CMA) de la province se trouve à Yako.